# Lithobates warszewitschii
Lithobates warszewitschii es una especie de anfibio anuro de la familia Ranidae.

## Distribución geográfica
Esta especie habita desde el nivel del mar hasta los 1740 m de altitud en Honduras, Nicaragua, Costa Rica y Panamá.
Lithobates warszewitschii vive en un ambiente muy húmedo en el suelo del bosque.

## Descripción
Esta especie mide hasta los 48 mm para los machos y 63 mm para las hembras.

## Etimología
Esta especie lleva el nombre en honor a Józef Warszewicz (1812-1866)

## Publicación original
- Schmidt, 1857 : Diagnosen neuer frösche des zoologischen cabinets zu krakau. Sitzungberichte der Mathematisch-Naturwissenschaftlichen Classe der Kaiserlichen Akademie der Wissenschaften, vol. 24, p. 10–15[5]